# Klasztor Norbertanek w Imbramowicach
Klasztor norbertanek w Imbramowicach – zespół klasztorny norbertanek i kościół pw. św. św. Piotra i Pawła w Imbramowicach.

## Historia
Klasztor imbramowicki ufundował około 1226 biskup Iwo Odrowąż, a zatwierdził bullą papież Grzegorz IX w 1229 roku. W roku 1260 klasztor został zniszczony przez najazd Tatarów. W obecnej świątyni najstarsze są fragmenty ceglanych murów z XIV i XV wieku z zamurowanymi obecnie oknami gotyckimi. Gruntowna odbudowa i przebudowa kościoła oraz klasztoru do współcześnie zachowanej postaci, miała miejsce po pożarze w 1710 r. i trwała w latach 1711–1740. Inicjatorami tej inwestycji był archiprezbiter kościoła Mariackiego w Krakowie ksiądz Dominik Lochman (tzw. komisarz, który sprawował opiekę i nadzór nad zgromadzeniem w imieniu biskupa krakowskiego Kazimierza Łubieńskiego) oraz przełożona klasztoru Zofia Grotówna. W budowę zaangażowani byli krakowscy artyści: architekt Kacper Bażanka, snycerz Antoni Frączkiewicz oraz malarz Wilhelm (znany jako Wilhelm Włoch). Po śmierci malarza niedokończone freski i obrazy ukończyła jego córka. W drugiej połowie XVIII w. zbudowano ozdobną, rokokową bramę wjazdową do klasztoru, będącą jednocześnie dzwonnicą. Zawiera ona dwa dzwony z początku XVIII wieku oraz jeden z roku 1952, zastępujący dzwon gotycki skradziony przez Niemców w czasie II wojny światowej. 
W latach 1819–1820 na rozkaz rządu carskiego władze rosyjskie skonfiskowały bibliotekę oraz dokumenty klasztorne, które umieszczono w Warszawie. Skonfiskowano także dobra ziemskie zgromadzenia. W 1837 roku pożar zniszczył wieżę kościelną oraz dachy klasztoru i świątyni, ale wyposażenie wnętrza nie uległo uszkodzeniu. W kościele znajduje się obraz Pana Jezusa cierpiącego będący przedmiotem kultu wiernych, pochodzące z XVII wieku dzieło nieznanego artysty. W 2003 roku, biskup Kazimierz Ryczan ustanowił imbramowicką świątynię klasztorną regionalnym Sanktuarium Męki Pańskiej w związku z rozwijającym się kultem łaskami słynącego obrazu.

## Świątynia
Projekt świątyni jest dziełem wykształconego w Rzymie, polskiego architekta Kacpra Bażanki. Kościół ma siedem drewnianych ołtarzy, w tym sześć bocznych, wykonanych w warsztacie Frączkiewicza. Większość obrazów ołtarzowych jest dziełem Wilhelm Włocha. W południowym ołtarzu prezbiterium znajduje się Matki Bożej z XVII wieku, prawdopodobnie sprowadzony z Włoch. Funkcje ambony spełniała jedna z czterech małych, otwartych lóż w prezbiterium kościoła. Na zachodzie znajduje się duża empora klauzurowa (niedostępna dla wiernych) ze stallami.

## Klasztor
Klasztor jest jednopiętrowy, z wirydarzem i budynkami gospodarczymi przylegającymi do klasztoru i tworzącymi z jednym skrzydłem klasztoru oddzielny dziedziniec. Do kompleksu klasztornego prowadzi barokowa brama z posągami, zbudowana w 1780 roku. Obok znajduje się dom kapelana zbudowany w pierwszej połowie XVIII wieku. W bibliotece klasztornej jest antyfonarz zdobiony w stylu romańskim z połowy XIII wieku. Do najważniejszych dzieł zachowanych w klasztorze należą: obraz Wielka Święta Rodzina z 1 połowy XVI wieku, Madonna w girlandzie Jana Brueghela Starszego, osiemnastowieczny zegar gdański oraz pozłacana monstrancja z figurą świętego Norberta.

## Galeria

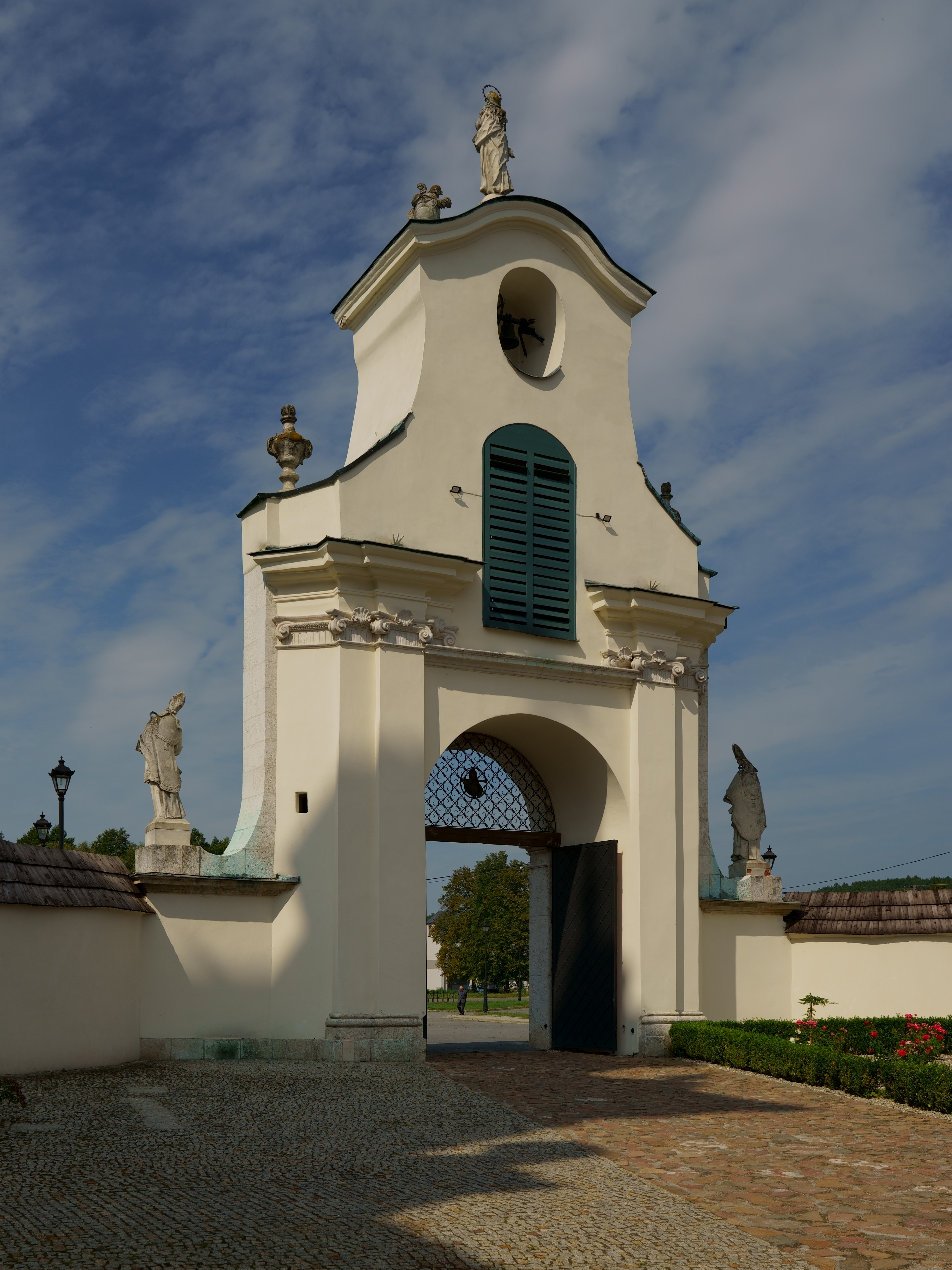
Brama klasztorna
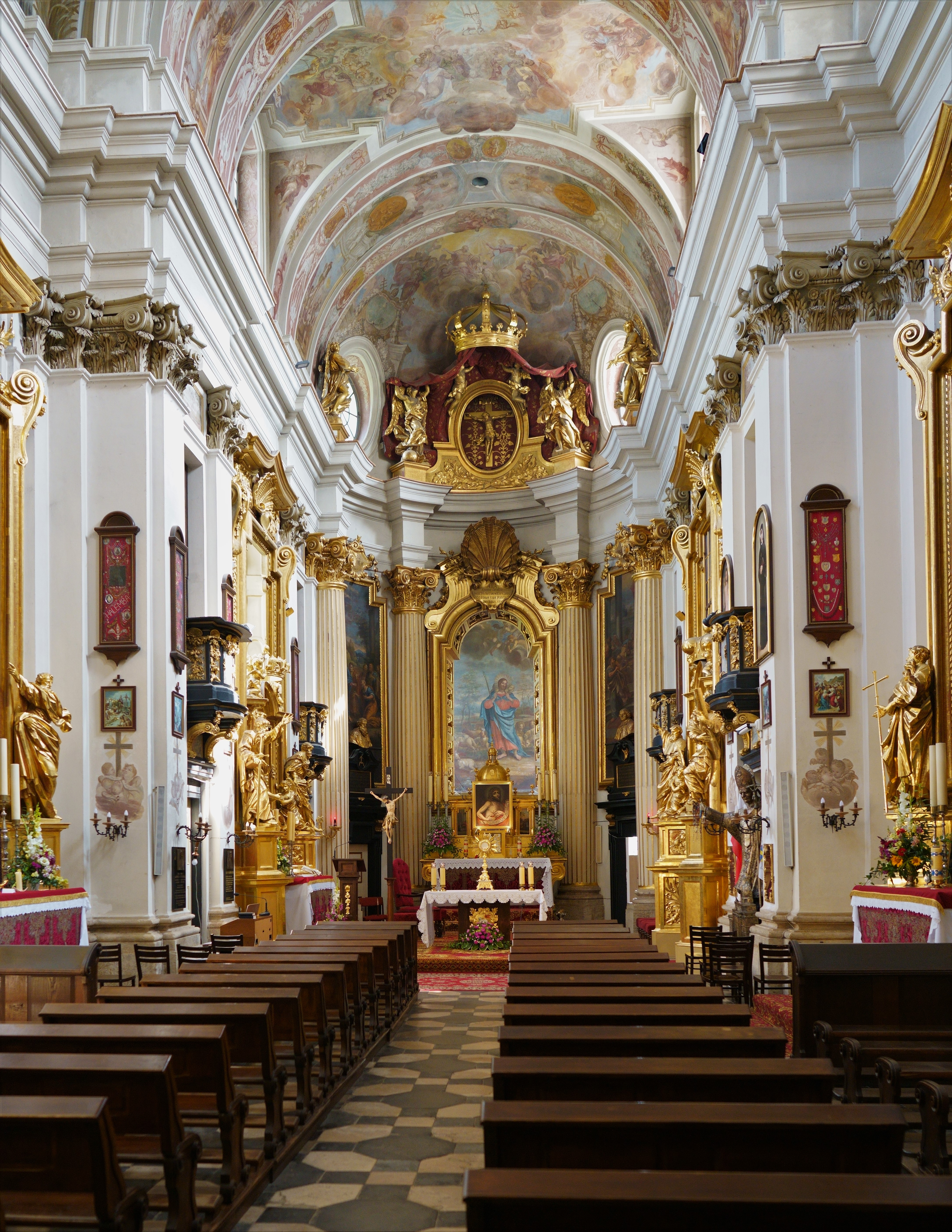
Wnętrze barokowego kościoła klasztornego
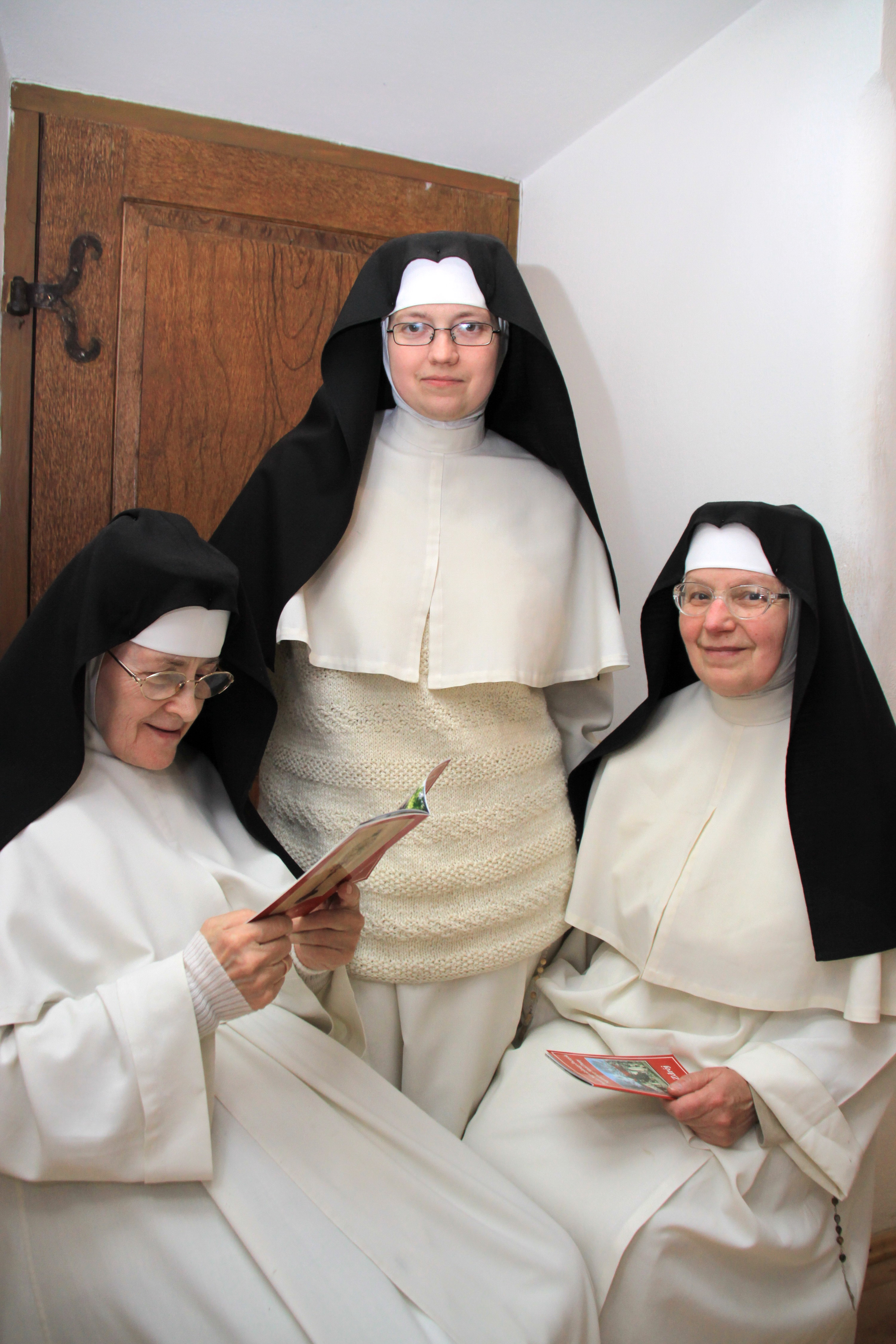
Siostry norbertanki z imbramowickiego klasztoru, 6 czerwca 2013 r.